# Fromental Halévy

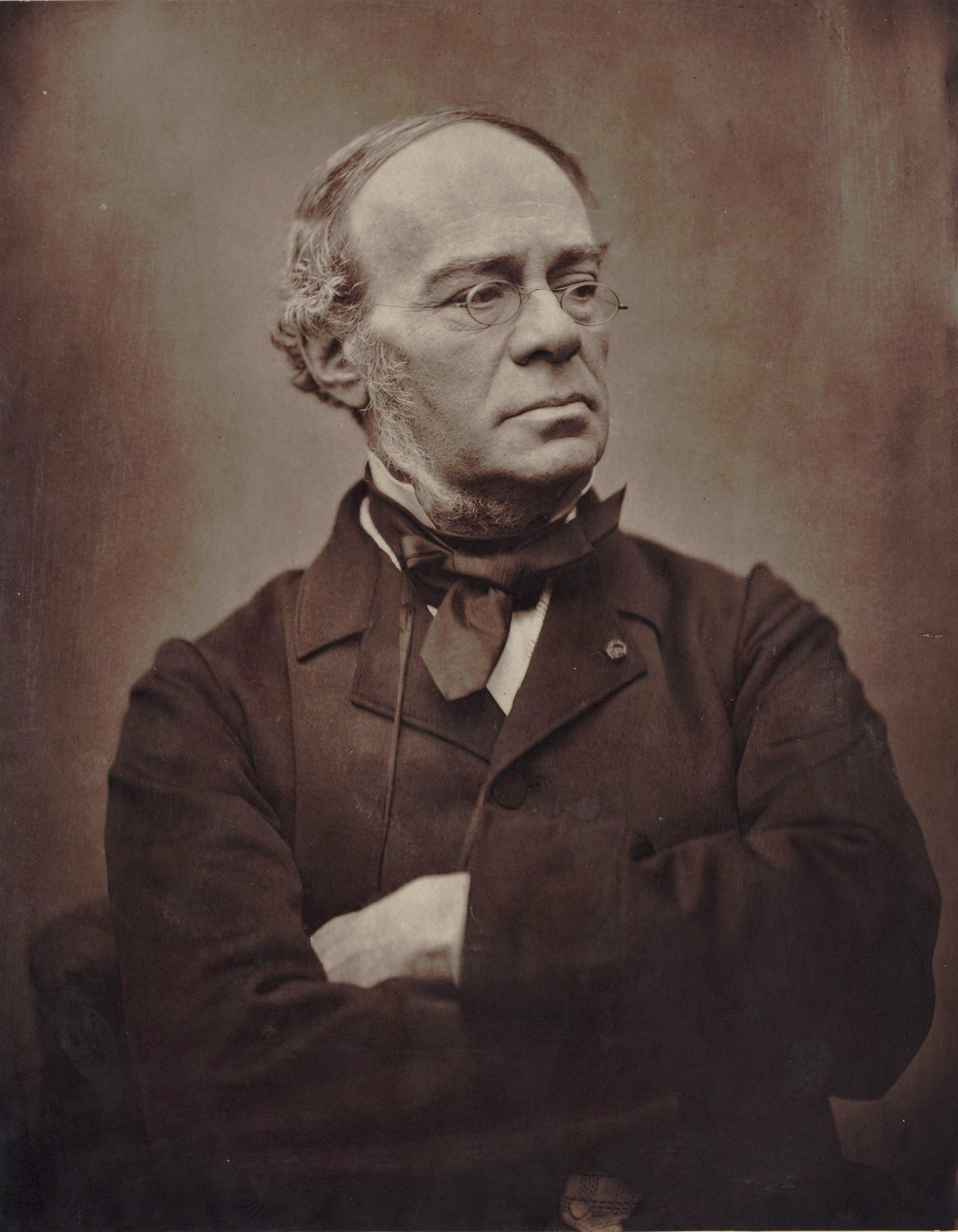
Fromental Halévy

Jacques François Fromental Élie Halévy (* 26. oder 27. Mai 1799 in Paris; † 17. März 1862 in Nizza; ursprünglich: Jacques Fromental Élie Levi) war ein französischer Komponist und Musikpädagoge.
Bekannt wurde er weithin durch seine Oper La Juive (Die Jüdin).

## Herkunft, Lebenslauf
Halévy war ein Sohn des Schriftstellers Élie Halfon Halévy, Kantor und Sekretär der jüdischen Gemeinde in Paris und Hebräisch-Lehrer, und einer französisch-jüdischen Mutter. Meist nennt man den Komponisten mit dem dritten Vornamen kurz Fromental Halévy; dieser Rufname verweist auf den Tagesnamen seines Geburtsdatums im Französischen Revolutionskalender. Er trat 1809 mit knapp neun Jahren in das Pariser Konservatorium ein und wurde Schüler und später Schützling von Cherubini. Nachdem er im Wettbewerb um den Rompreis bereits zweimal den zweiten Platz erreicht hatte, gelang ihm 1819 bei seiner dritten Teilnahme der Sieg mit seiner Kantate Herminie.
Aufgrund des Todes seiner Mutter musste Halévy seine Abreise nach Rom aufschieben; infolgedessen konnte er jedoch einen ersten Kompositionsauftrag annehmen, der ihm öffentliche Aufmerksamkeit einbrachte: Marche Funebre et De Profundis en hébreu für Tenor, dreistimmigen Chor und Orchester, ein Auftragswerk für das Consistoire Israélite du Département de la Seine aus Anlass des öffentlichen Trauergottesdienstes für den ermordeten Herzog von Berry am 24. März 1820. Später erinnerte sich sein Bruder Léon, dass jenes De Profundis, „getränkt mit religiöser Leidenschaft, für Furore sorgte und für den jungen Preisträger des Instituts Aufmerksamkeit erregte“.
Während seiner Zeit als Chorleiter am Pariser Théâtre-Italien kämpfte Halévy um die Aufführung einer seiner Opern. Trotz der mittelmäßigen Aufnahme von L'artisan an der Opéra-Comique im Jahre 1827 wurde er Chorleiter an der Académie Royale de musique. Im selben Jahr wurde er am Konservatorium Professor für Harmonielehre und Instrumentalbegleitung, im Jahr 1833 Professor für Kontrapunkt und Fuge und im Jahre 1840 schließlich auch Professor für Komposition. Im Jahre 1836 wurde er in das Institut de France aufgenommen. Die Académie royale des Sciences, des Lettres et des Beaux-Arts de Belgique nahm ihn 1847 als assoziiertes Mitglied auf.

## La Juive

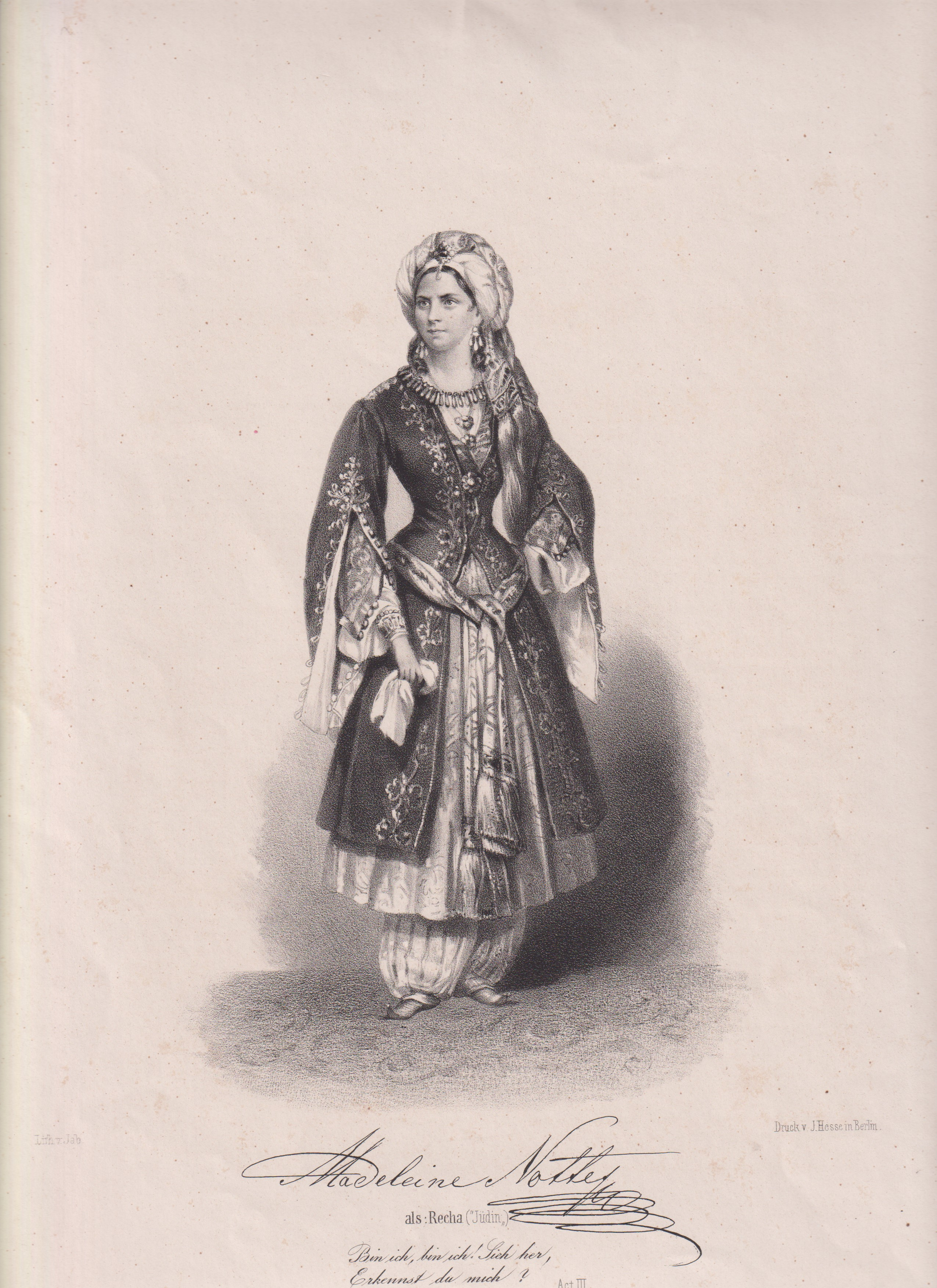
Lithographie von Sopranistin Madeleine Nottes als Recha in der Oper „Die Jüdin“, 1858, in der Sammlung des Jüdischen Museums der Schweiz.

Mit der Oper La juive (1835) erzielte Halévy seinen ersten Triumph. Sie ist eines der wichtigsten Werke des französischen Genres der Grand opéra. Kennzeichen der Grand Opéra sind sogenannte grands tableaux – große, teils statische Bilder mit gewaltigen Massen- und Chorszenen. Üblicherweise hat eine solche große Oper fünf Akte, die im I. oder auch III. Akt durch ein Ballett unterbrochen werden. Typisch sind die ständig wechselnden Dreierkonstellationen und -konflikte (Rachel–Eudoxie–Léopold; Rachel–Eléazar–Brogny; Rachel–Léopold–Eléazar). Die bekannteste Arie der Oper ist Éléazars „Rachel, quand du Seigneur“ (IV. Akt). Berlioz erwähnte ihr Ritornell in seiner Instrumentationslehre (1844) als ein ungewöhnliches Duett für zwei Englischhörner. Es ist wahrscheinlich, dass diese Arie auf Anfrage des Tenors Adolphe Nourrit eingefügt wurde, der die Rolle des Éléazar in der Uraufführung sang und zudem auch den Text beigesteuert hatte. Éléazar war später eine Paraderolle des italienischen Tenors Enrico Caruso.
Auch Gustav Mahler war ein großer Verehrer dieser Oper: „[…] ich bin ganz hingerissen von diesem wundervollen, großartigen Werke und zähle es zu dem Höchsten, was je geschaffen worden ist.“ Es gab auch andere Bewunderer wie z. B. Richard Wagner, der im Jahre 1842 eine enthusiastische Rezension der Oper für die Dresdner Abend-Zeitung verfasste.

## Späteres Leben
Nach La Juive hatte Halévy noch einige kleinere Erfolge, die aber nicht an jenen der Juive heranreichen konnten. Drei Opern seien hier erwähnt: L’éclair, La reine de Chypre und Charles VI. Halévy wurde 1836 Mitglied der Académie des Beaux-Arts. Unter seinem Vorsitz legte ein Komitee die Standard-Tonlage des orchestralen Kammertons (a’) fest. Der Maler Delacroix vermerkte in seinem Tagebuch am 5. Februar 1855 über Halévy:

„Ich ging in Halévys Haus, in dem der Ofen eine erstickende Hitze verbreitete. Seine bejammernswerte Frau  hat sein Haus mit Schnickschnack und altem Mobiliar vollgestellt, und diese neue fixe Idee wird ihn noch in die Irrenanstalt bringen. Er hat sich verändert und schaut viel älter aus, wie ein Mann, der entgegen seinem Willen weitergeschleppt wird.  Wie kann er in diesem Durcheinander überhaupt eine ernsthafte Arbeit verrichten? Seine neue Position an der Académie beansprucht gewiss einen Großteil seiner Zeit und macht es ihm immer schwerer, den inneren Frieden und die Ruhe zu finden, die er für sein Schaffen benötigt. Ich verließ diese Hölle so schnell wie möglich. Die Straßenluft war danach eine wahre Wohltat.“

Halévys Kantate Prométhée enchaîné wurde im Jahre 1849 am Pariser Konservatorium uraufgeführt und ist die erste westliche Komposition mit Orchester, die Vierteltöne verwendet.
Halévy starb zurückgezogen in Nizza und hinterließ seine letzte Oper Noé unvollendet. Diese wurde von seinem ehemaligen Schüler und Schwiegersohn Georges Bizet vervollständigt. Uraufgeführt wurde sie erst zehn Jahre nach Bizets Tod.

## Halévys Familie
Halévys Bruder, der Autor und Historiker Léon Halévy, war der Vater von Ludovic Halévy, Textdichter vieler französischer Opern, darunter Bizets Carmen. Léon Halévy schrieb eine erste Biographie über seinen Bruder (F. Halévy. Sa vie et ses œuvres, 1863).
Fromental Halévys Frau, Léonie (1820–1884), die während ihrer Ehe ernsthafte psychische Probleme hatte, erfuhr nach seinem Tod eine auffallende Besserung und wurde eine talentierte Bildhauerin. Ihre gemeinsame Tochter Geneviève Halévy (1849–1926) heiratete 1869 den Komponisten Georges Bizet, einen Schüler Halévys.

## Werke
Halévy schrieb insgesamt 40 Opern, darunter:
- L’artisan (1827)
- Le roi et le batelier (1827)
- Clari (1828), auf Italienisch, mit Maria Malibran in der Hauptrolle
- Le dilettante d’Avignon (1828)
- Attendre et courir (1830)
- La langue musicale (1830)
- La tentation (1832)
- Les souvenirs de Lafleur (1833)
- Ludovic (1833), Fertigstellung einer Oper, welche Hérold unvollendet zurückgelassen hatte
- La Juive (1835)
- L’éclair (1835)
- Guido et Ginevra (1838)
- Les treize (1839)
- Le shérif (1839), welches Hector Berlioz als eine „reizvolle komische Oper“ bezeichnet
- Le drapier (1839)
- Le guitarréro (1841; einige der üblichen Arrangements für den Verleger Maurice Schlesinger besorgte Richard Wagner, siehe WWV 62D)
- La reine de Chypre (1841; Vertonung des damals populären Caterina-Cornaro-Stoffes, deren Handlung jener der späteren Oper Donizettis ähnelt; Klavierauszug und die üblichen Arrangements von Richard Wagner, WWV 62E)
- Charles VI (1843; wiederaufgenommen in Compiègne im Jahre 2005)
- Le lazzarone, ou Le bien vient en dormant (1844)
- Les mousquetaires de la reine (1846)
- Les premiers pas (1847)
- Le val d’Andorre (1848)
- La fée aux roses (1849)
- La tempesta (1850), auf Italienisch, Libretto von Eugène Scribe nach Der Sturm von William Shakespeare. Die Uraufführung fand am 8. Juni 1850 am Royal Opera House in London unter der Leitung von Michael William Balfe mit Henriette Sonntag als Miranda statt.[7][8]
- La dame de pique (1850), nach Prosper Mérimées Übersetzung der Novelle von Alexander Puschkin, die auch als Vorlage für die gleichnamige Oper von Peter Tschaikowski (1890) diente
- Le Juif errant (1852), nach dem Roman von Eugène Sue
- Le nabab (1853)
- Jaguarita l’Indienne (1855)
- L’inconsolable (1855)
- Valentine d’Aubigny (1856)
- La magicienne (1858)
- Noé (1858–1862), unvollständig nach Halévys Tod zurückgelassen, vollendet von Georges Bizet

Halévy schrieb auch für das Ballett, verfasste eine Schauspielmusik für die französische Version von Aischylos’ Gefesseltem Prometheus sowie Kantaten.